# Johann Christoph Döderlein
Johann Christoph Döderlein (Bad Windsheim, Sacro Imperio Romano Germánico, 20 de enero de 1745-Jena, 2 de diciembre de 1792) fue un teólogo protestante alemán. Como profesor de teología en Jena desde 1782, fue célebre por su variado aprendizaje, por su labor como predicador y por la importante influencia que ejerció en el movimiento de transición de la ortodoxia a la libre teología. Su trabajo más importante Institutio theologi christiani nostris temporibus accommodata, fue publicado en 1780.